# Eilema insolita
Eilema insolita là một loài bướm đêm thuộc phân họ Arctiinae, họ Erebidae.